# Ain’t No Sunshine
| Оценки критиков | Оценки критиков |
| Источник        | Оценка          |
| --------------- | --------------- |
| AllMusic        | Без рейтинга    |

«Ain’t No Sunshine» — песня американского певца и музыканта Билла Уизерса. С ней он в 1971 году достиг 3 места в США в Billboard Hot 100 и 6 места в чарте ритм-н-блюзовых синглов того же журнала «Билборд».
Позже в том же 1971 году кавер-версия этой песни вышла на дебютном сольном альбоме Майкла Джексона Got to Be There. В Великобритании в 1972 году она была издана как сингл и стала хитом. В сентябре сингл с ней провёл три недели на 8-м месте в UK Singles Chart.
В 2004 году журнал Rolling Stone поместил песню «Ain’t No Sunshine» в исполнении Билла Уизерса на 280-е место своего списка «500 величайших песен всех времён». В списке 2011 года песня находится на 285-м месте.
В 1999 году сингл Билла Уизерса с этой песней (1971 год) был принят в Зал славы премии «Грэмми».